# Beaumont-les-Autels

Beaumont-les-Autels este o comună în departamentul Eure-et-Loir, Franța. În 1 ianuarie 2022 avea o populație de 430 de locuitori.